# Samuele Carella
Samuele Carella (* 15. März 2006 in Köln) ist ein deutsch-italienischer Fußballspieler, der bei Viktoria Köln unter Vertrag steht.

## Karriere
Carella kam in der Jugend von der U8 bis zur U10 bei Viktoria Köln zum Einsatz. Im Jahr 2016 wechselte er in das Nachwuchsleistungszentrum des 1. FC Köln, dort wurde er acht Jahre lang ausgebildet. Zur Spielzeit 2024/25 kehrte er zurück auf die Schäl Sick und erzielte in der U19-DFB-Nachwuchsliga 15 Tore in 22 Spielen für Viktoria Köln.
Am 6. März 2025 unterschrieb er einen Profi-Vertrag bei der Viktoria. Sein Debüt in der 3. Liga gab er drei Tage später gegen Erzgebirge Aue, als er in der 65. Minute für Robin Velasco eingewechselt wurde.

## Erfolge
- Mittelrheinpokal-Sieger: 2025 mit Viktoria Köln